# Сражение при Вазе
Сражение при Вазе произошло 13 (25) июня 1808 года во время русско-шведской войны 1808—1809 годов.

## Планирование экспедиции Бергенстроле
25 июня 1808 года в главной квартире шведских войск было получено известие от Бергенстроле, что его высадка у Вазы, для движения в центральную часть страны, состоится в ближайшем будущем.
Отряд Бергенстроле состоял из следующих войск:
- в Сундсвалле: три роты 2-го батальона Емтландского полка, две роты Южного батальона Вестроботнийского полка; Емтландский конно-егерский эскадрон, полковая батарея Емтландского полка с шестью 3-фунтовыми пушками;
- у Юсдаля: 1-й батальон Емтландского полка;
- у Дуфеда[неизвестный термин]: одна рота 2-го батальона Емландского полка,
- в Умео: две роты Южного батальона Вестроботнийского полка вместе с собранным резервом того же полка.
- Главная квартира была в Сундсвалле.

Первоначально отряд Бергенстроле предназначался для экспедиции в Норвегию, однако 25 мая он был вызван в Стокгольм, где получил приказание сесть на суда «с двумя ближайшими батальонами, сформированными им в зависимости от обстоятельств, 4 орудиями», для производства высадки в окрестностях Вазы. Сперва он должен был попытаться овдадеть этим городом и уже отсюда «произвести диверсию в тыл противнику».

## Сбор отряда и плавание в Финляндию
Выехав из Стокгольма, Бергенстроле 28 мая прибыл в Сундсвалль, где и было нанято три судна; здесь же должны были произвести посадку и войска, нагрузив предварительно продовольствие и боеприпасы.
В Умео Бергенстроле узнал, что зафрахованные для перевозки суда, могли поступить в его распоряжение только 12 июня, а 2 июня им был отправлен к Клингспору курьер с объяснениями по поводу задержки.
Войска, долженствовавшие 13 июня сесть на суда в Умео, состояли из Южного батальона Вестерботнийцев, в котором, по добавлении 100 человек вербованных, насчитывалось 500 человек, а также из 300 человек вербованных, которые, в соединении с двумя Емтландскими ротами, примкнувшими к ним из Сундсвалля, составили так называемый «полевой батальон», также в 500 человек. Посадка на суда осуществлялась в несколько этапов, причём первые роты были приняты на борт ещё 8 июня.
17 июня полковник Бергенстроле сам вступил на борт. После нескольких дней тщетнаго ожидания Сундсвалльских кораблей, он решил отплыть без них, как только будет благоприятный ветер. Последний между тем все время был противный и переменился только 23 июня.
Все суда взяли курс на восток, все, кроме «Кронпринца», направившегося к деревне Эстерханкму, севернее Вазы. «Кронпринц» же, под начальством лейтенанта флота Лунда, принял, после окончания погрузки, ещё 50 человек Емтландского полка, под командою поручика Риддерьерта, получившего приказание высадиться южнее Вазы, дабы «препятствовать отступлению противника».
Ветер, сначала благоприятный, быстро перемепился, сделался «противным» и стал крепчать. Флотилия поэтому не могла держаться совместно при переезде. Часть судов уже в полночь на 24 июня достигла финских шхер, где, путём высадки на Тейлотсшер, рассчитывали получить сведения о противнике. Некоторые другие суда отстали и только к полудню того же дня достигли острова Вальгрунд. Здесь их ожидали опередившие суда и вечером вся транспортная флотилия вошла в залив Эстерханкму севернее Вазы, который предварительно был разведан «Кронпринцем».
Ещё раньше, находясь на Вальгрунде, Бергенстроле послал сообщение Клингспору, о своём прибытии к Вазе.

## Высадка к северу от Вазы
Высадка десанта была начата 9:00 24 июня к северо-востоку Вазы у деревни Эстерханкму и закончена к 13:00 следующего дня.
Прежде всего вступили на берег егеря, потом артиллерия и, наконец, остальные войска экспедиционного корпуса. Население встретило отряд самым доброжелательным образом, что выражалось как доставке сходней для высадки, так и в поставке лошадей для надобностей обоза и артиллерии.
Хотя высадка и совершилась беспрепятственно, однако русские прекрасно знали о прибытии Бергенстроле. Местные финские власти сообщили Раевскому о сосредоточнении шведских судов ещё в Умео и о прибытии шведов к Вазе.

## Расположение русских войск
Путём очищения позиции под Гамлекарлебю 5-й русской дивизией и её отступления к югу, боевые силы русских в Вазаском районе значительно возросли. К моменту высадки Бергенстроле, находящиеся в Финляндии русские войска были расположены следующим образом:
- На Квефлатском полуострове, где наблюдение за побережьем совершалось небольшими казачьими отрядами, стояли: в Капрере — одна рота и в Клеметсэ —другая рота, обе 2-го егерского полка.
- В городе Вазе: гренадерский батальон и одна рота Петровского мушкетерского полка с 2 орудиями.
- В Тобю — две роты Петровского мушкетерского полка, две роты Белозерского мушкетерского полка и 4 орудия.
- Близ Лиль-Чюро[неизвестный термин] стояло шесть рот Белозерского мушкетерского полка.
- Близ Вёро расположен был Янкович-ди-Мириево со своими отступившими от Нюкарлебю войсками, которые, включая полученные подкрепления, состояли из частей Пермского и Могилевского пехотных полков, Великолуцкого мушкетерского полка и 23-го и 26-го егерских полков с распределёнными между ними отрядами конницы и артиллерии.

Общая числительность этих войск доходила примерно до 5000 человек при 19 орудиях.
В Вазе к моменту высадки шведов, кроме городского коменданта и командира 2-го егерского полка генерал-майора Книпера находились командир Петровского мушкетёрского полка генерал-майор Демидов и гражданский губернатор Эмин.

## Планы Бергенстроле
Когда Бергенстроле решил атаковать Вазу, распределение русских сил и примерная численность ему известны не были. От лояльного населения он получил точные сведения, согласно которым русские, кроме мелких казачьих отрядов у вероятных деесантных пунктов, расположили различные пехотные посты на полуострове к северо-западу от Вазы, а также у деревень Искмо, Карпере, Бревде (новая гавань Вазы) и Клеметсе. Числительность русских в городе, считая передовые посты, — доходила до 1500 человек с двумя 6-фунтовыми орудиями. Другой русский отряд в 1000 человек с двумя орудиями, по словам финнов, стоял в Тобю, и, наконец, в Лиль-Чюро, по-видимому находился «неприятельский отряд с сильной артиллерией, силы которого не могли быть определены сколько-нибудь достоверно».
Атаку этих, очевидно превосходных, сил, без какой-либо уверенности в содействии со стороны Клингспора, Бергенстроле считал безусловно обязательной.

## Выдвижение шведов к Вазе
Пока происходила высадка, Бергенстроле выслал несколько небольших отрядов на тыловые пути к северу от Вазы для разрушения мостов. Эти отряды, в частности самый сильных из них под командованием Сандмана, первыми вступили в бой с русским охранением у деревень Смедсбю и Карперё.
Сам Бергенстроле продолжал с главными силами движение от Квефлака к деревне Вейкарс, где был захвачен в плен казачий патруль.
Здесь, на перекрёстке дорог (идущей с севера от Квефлакса и большой дороги Ваза—Лильчюро) отделен была ещё сотня людей для того, чтобы преградить у находящегося здесь моста путь русским отрядам, которые могли бы пойти со стороны почтовой станции Лильчюро.
Главные силы, к которым примкнуло от 200 до 300 вооружённых крестьян, повернули на запад к Вазе. Наступление продолжалось далее к деревне Хествес, расположенной всего в четверти мили от города. Здесь получено было известие от лазутчиков, что все русские войска очистили город, что Бергенстроле приписал действиям ранее высланных к северу от Вазы отрядов Сандмана.

## Вступление шведов в город
После краткаго отдыха в Хествеси, Бергенстроле, совместно с несколькими офицерами, поднялся на близлежащую возвышенность, с которой открывалась обширная панорама на дорогу, ведущую к городу и прилегающия к ней с востока и юга поля.
На дороге из Тобю шведами была замечена колонна русских войск, также двигавшихся на город. Поэтому признано было необходимым спешить. Шведский и русский отряды, которым предстояло совершить примерно одной и той же длины путь, скоро стали состязаться в том, кому удастся дойти быстрее: первому к восточным, а второму к южным воротам Вазы.
Для ободрения своих солдат, Бергенстроле приказал скомандовать «шагом марш» и его егеря вступили в город при криках: «Да здравствует Густав Адольф»! Это произошло около 14:30.

## Ход сражения

### Начало уличных боёв
Когда Демидов около полудня двинулся к Смедсбю, он оставил для охраны Вазы роту Петровского полка под командою плац-майора Штегмана. В качестве ближайшей поддержки этой роты он назначил расположенную в Клеметсе роту 2-го егерского полка; кроме того, две роты Белозерского мушкетерского полка с 4 орудиями, входящие в состав войск, расположенных в Тобю, получили тоже приказание вступить в Вазу.
Это движение названных двух рот и было замечено Бергенстроле, который, вступив в город, тотчас же увидел против себя четыре роты и четыре орудия, то есть силы, мало уступающие его собственным.
Русские могли ещё ожидать и подхода новых подкреплений от расположенных поблизости войск. Раевскому было послано донесение о наступлении шведов. Отправление такого донесения только по одному пути и лишь с одним казаком было неосторожным. Казак направился по восточной дороге на Лильчюро, наткнулся на всю колонну Бергенстроле, и вынужден был вернуться к Демидову.
Прибыв к Вазе, Бергенстроле организовал свою атаку следующим образом: в то время, как главные силы входили в город у восточной заставы, поручик Холмгрен с вестерботнийскими егерями вели постепенное наступление небольшими отрядами по Почтовой, Рыночной и Церковной улицам. Сперва они встречали сопротивление только со стороны караульных и казённой прислуги русских офицеров, обстреливавших наступавших шведов из домов. Егерям показалось очень легко проложить себе дорогу через два переулка вплоть до Купеческой улицы, но у последней наступление около 17:00 на время приостановилось и завязался бой с русской колонной из Тобю, входившей в город с юга.
Для обеспечения своего левого фланга, который считался под угрозой со стороны названной колонны, Бергенстроле тотчас же отрядил сопровождавшее его вооружённое ополчение под командой капитана Дальберга, приказав ему занять позицию на так называемом Гофгерихтском ручье, на юго-восточном краю города.

### Введение в бой резервов
Между тем внутри города бой разгорался. Кроме колонны из Тобю, занявшей южную часть города, русские скоро ввели в бой и наступавшую со стороны Клеметсе егерскую роту, а у шведские егеря были поддержаны частями Вестерботнийского батальона, посланного на Церковную и Рыночную улицы. Не пришлось долго стоять без дела у восточной заставы и шведским пушкам, находившимся под начальством поручика Хорда. Одну из них Бергенстроле потребовал уже тогда, когда авангард егерей был остановлен на улицах стрельбой и пришлось ввести в дело и всех остальных.
Русские ввели в огонь свои четыре орудия, расположив их на углу Почтовой и Купеческой улиц, и стали обстреливать наступавшие по первой из них главные силы шведов. Чтобы отвечать на этот огонь выехали на позицию и прочие шведския орудия.

### Разгар боя в городе
Артиллерийский огонь, а также баррикадирование русскими улиц посредством повозок, препятствовали шведской пехоте быстро проложить себе путь; поэтому Бергенстроле приказал вестерботнийцам рассыпаться по обеим сторонам улиц, частью для того, чтобы укрыться от артиллерийского огня, частью, чтобы через дворы легче приблизиться к русским орудиям и перестрелять их прислугу.
Когда таким образом солдаты проникли во внутрь строений, началась оживлённая перестрелка через двери и окна; связь между людьми потерялась и руководство боем было значительно затруднено.
В разгар уличного боя Бергенстроле послал «полевой батальон», в котором после всех откомандирований насчитывалось едва 100 человек, к южной городской заставе, для того, чтобы наступать с той стороны. Так как наступление шведов и с восточной стороны имело успех, то, по-видимому, указанная угроза пути отступления противника имела результатом, что русский начальник отряда, после часового боя, стал очищать город. Обе роты Белозерцев с орудием весьма быстро отступили к Тобюсской заставе, а два русских склада близ города были сожжены.
С своей стороны Бергенстроле был всецело поглощён управлением уличным боем (при этом он уже в начале был контужен, а затем под ним была убита лошадь), развитие которого имело результатом отвлечение его внимания главным образом на левый фланг. Он только приказал преследовать отступающие войска, как получил донесение, что со стороны Смедсбю наступает ещё одна колонна. Сперва он думал, что это рота Сандмана; но длина колонны скоро навела его на другие мыели. В действительности это был гренадерский батальон Демидова, который, вследствие жестокой перестрелки с отрядом Сандмана, возвращался в город.
При первом известии об этом, Бергенстроле, по-видимому, намеревался отдать приказ об общем отступлении, так как начальник русского отряда очевидно намеревался окружить находящиеся в городе шведские войска. Помощник Бергенстроле, подполковник фон Кнорринг, однако полагал возможным перетянуть победу на свою сторону. Он предлагал послать ещё неразрозненные части со всей артиллерией через город для встречи и отражения колонны из Смедсбю. Кроме того, он считал это лучшим способом подготовки своего отступления.
Одобрив этот план, Бергенстроле сам отправился верхом к восточной заставе для приведения в порядок находившихся там отрядов, а Кноррингу приказано было проследовать по улицам, дабы направить и ускорить сбор сражающихся внутри города войск к этой заставе. Между тем вскоре Бергенстроле получил донесение, что фон Кнорринг ранен, в виду чего он передал командование у заставы майору Ульфъельму и вновь возвратился в город для упорядочения отступления.
Те шведские войска, которые могли быть при этом сосредоточены, заняли боевое расположение у Эстерлонгской улицы и воспрепятствовали наступлению русских артиллерийским огнём.

### Кризис боя и сдача Бергенстроле в плен
Во время своего наступления Демидов, уже издали обнаружил слабый резерв Вестерботнийского полка, стоявший восточнее города. Поэтому, при дальнейшем своём движении он разделил свои силы, направив подполковника Кузьмина с двумя ротами и двумя орудиями прямо к северной заставе, а сам с остальными войсками двинулся далее к востоку через болото, стараясь зайти шведам в тыл. Ульфъельм развернул свой отряд против Демидова. Открылся жаркий, но непродолжительный огонь, так как шведы скоро вынуждены были отступить, причём часть их возвратилась в город; «остальные же, со знаменами, бросились в беспорядке по дороге к Лильчюро». Войска Кузьмина при этом несколько задержались и в бою приняла участие только его артиллерия. Когда успех стал несомненным, он вступил со своими ротами в город с северной стороны, в то время как Демидов с востока закончил обложение.
Вот как описывает сам Бергенстроле последний критический период боя:

«Горя усердием не потерять орудия и военнопленных, я въехал сам в город в сопровождении адъютанта (раненного подле меня в расстоянии 200 локтей от заставы) и крикнул тем нижним чинам, которые, вследствие жестокой неприятельской стрельбы вдоль улиц, со стороны войск вновь наступавших от Тобюской заставы, пришли в расстройство и скрывались по дворам, чтобы они отступали из города, чему однако они не сразу повиновались. Видя, что все усилия мои бесплодны, я вынужден был, вместе с адъютантами моими кап. Люшу и прап. Бергенстроле, выехать из города; но к величайшему моему изумлению, увидел, что неприятель у заставы клином врезался между мною и расположенными перед городом шведскими войсками, что лишало меня всякой возможности отступить. Таким образом, мне ничего более не оставалось, как въехать в один из дворов и сдаться в плен вместе с бывшими в городе остальными войсками».

### Окончание сопротивления шведов в городе
Русским предстояло между тем выполнить ещё весьма трудную задачу, а именно — одолеть и обезоружить отрезанных ими в городе шведов, которые продолжали упорно сопротивляться ещё в течение двух часов. С этою целью русские разослали по городу во всех направлениях небольшие отряды, благодаря чему повсюду друзья и враги перемешались между собою. Часть русских войск двинулась ещё и вдоль Тобюской дороги для очищения её от посланного туда Бергенстроле вооружённого ополчения, которое, под командой Дальберга, оказывало сопротивление в течение некоторого времени.
Судя по всему, городские жители Вазы также приняли участие в уличных схватках, причём возможно, что одни из них были на стороне шведов, а другие — русских. Во всяком случае это послужило поводом для допущения русских солдат до грабежа, который является одним из печальнейших воспоминаний этой войны.
Тем временем по всем ведущим к городу дорогам разосланы были разъезды, а военнопленных собрали у так называемой главной гауптвахты возле городской ратуши. Подполковнику Кузьмину удалось путём двухдневных обысков домов, обнаружить до 80 человек, вооружённых ружьями, которые и были затем отправлены под конвоем в Лильчюро.

### Отступление главного отряда шведов
По-видимому Демидов так занялся этими мерами внутри города, что совершенно упустил из вида преследование разбитых шведов вне городской черты. В оправдание этого он приводил, что был введён в заблуждение непрекращающимся шумом битвы и потому ожидал повторения нападения. Последнее он считал возможным с двух сторон. С одной стороны, полагал он шведский отряд, с которым он уже столкнулся у Смедсбю, вместе с окрестными крестьянами, мог легко одержать верх над городским гарнизоном, в случае его ослабления; в другой стороны, следовало опасаться нападения со стороны Тобю. Именно оттуда доносилась перестрелка, а высланный из Тобю на запад разъезд встретил шведские войска (это был отряд моряков Риддеръерта, посланный к Бергенстроле уже в разгар городского боя).
После взятия в плен Бергенстроле и фон Кнорринга, майор Ульфъельм оказался старшим офицером экспедиционного корпуса. Задачей его являлось отвести путём быстрого отступления к месту высадки те войска, которым удалось выбраться из города. Благодаря бездеятельности Демидова, дело это оказалось для него сравнительно легко исполнимым. Той же дорогой, которой воспользовались при наступлении, пошли теперь назад под сменившим необычайно сильную жару проливным дождём; на этом марше к отступавшим присоединился оставленный под Вейкарсом отряд поручика Гюлленгама.
Около полуночи утомлённые войска достигли места своей высадки, пройдя в течение суток весьма значительное расстояние и выдержав 4—5 часовой бой.
О том, что происходило в отрядах Сандмана и Квекфельта никаких донесений не поступало и Ульфъельм, мало посвящённый в планы Бергенстроле, считал невозможным их дожидаться. Поэтому он решил приступить не медля к посадке на суда, оставив однако для недостающих войск лодки в Ханкмосском заливе.
В 7:00 26 июня большая часть войск была уже посажена на суда, которые стали поднимать якоря и при слабом ветре удаляться от берега, держа курс к Сварт-Эрну. Все лодки не могли однако двигаться достаточно быстро, особенно потому, что пожелали захватить с собою взятых Сандманом в Карперэ и других селениях русских пленных с семью возами отнятых им вещей — все это было доставлено крестьянами к месту высадки. Поэтому посадка не успела ещё закончиться, как отступавших стали беспокоить русские.
Дело в том, что Раевский узнал о событиях в Вазе и поэтому выслал из Лильчюро к Вейкарсу четыре роты Белозерского полка. Три из них, с несколькими казаками и двумя орудиями посланы были к месту шведской высадки, куда они прибыли утром 26 и начали обстреливать лодки на заливе, причём две с бежавшими крестьянами были пущены ко дну, но ни одной из принадлежавших к составу экспедиционного корпуса вреда причинено не было. Лишь несколько казачьих лошадей, да воз с военною добычей, которых не успели погрузить на суда, были отбиты преследователями.

### Отступление отряда Сандмана
В то время, как главная часть экспедиционного корпуса начала отступать от Вазы, Сандман, соединившись с Квекфельдом, находился ещё у Смедсбю. К вечеру однако здесь стало совершенно ясно, что предприятие постигла полная неудача и что единственным исходом оставалось отступать ночью к берегу. Путём для того избрана была снова дорога через Карпере и Коске, благодаря чему отсталым и раненым удалось присоединиться к своим войскам. По отсылке пленных и военной добычи под конвоем ополченцев к Эстерханкмо, отряд направился из Коске сухим путём в деревню Петсму.
Здесь именно и пришло известие, что главные силы отступают, преследуемые русскими, почему и явилось опасение, как бы не оказался отрезанным путь мимо Квефлакса. После тяжёлого марша, «через труднопроходимейшие пустыри», состоящие из «обнажённых болот вперемешку с ущельями и скалами», отряд в 4:00 26 июня добрался до Петсму. Здесь же раздобыли лодки, и, как только войска несколько отдохнули, произведена была посадка, после чего тронулись в путь, направляясь к северу шхерами.
26 июня вечером вся флотилия Ульфъельма из 28 парусных судов стояла на якоре перед Свартэрном, когда с неё замечены были 9 лодок, приближавшихся к месту якорной стоянки, в вытянутой линии «с поставленными парусами и при усиленной работе вёсел».
Шведы сперва не были уверены в том чьи это суда, русские или шведские. Поэтому они снялись с якоря и «разом двинулись па веслах и парусах в открытое море». Когда-же их недоразумение выяснилось и оказалось, что это суда Сандмана, — движение было приостановлено и экипаж лодок был принят на борт экспедиционных судов.
28 июня экспедиционный корпус прибыл на Нюкарлебюский рейд. На следующий день отряд по приказанию Клингспора высадился и присоединился к его армии.

## Итоги сражения
Потери в сражении на улицах Вазы составляют:
- со стороны шведов: 14 офицеров, в том числе начальник экспедиции с его штабом, 1 квартирмейстер,12 унтер-офицеров и 346 нижних чинов, 1 орудие и 1 обозная повозка.
- со стороны русских: 37 убитых, в том числе 2 унтер-офицера, 82 раненых, из них 5 офицеров, и 53 пленных, в том числе 3 офицера.

Генерал Демидов за это сражение был награждён орденом св. Георгия 3-й степени.